# Compañía de seguros

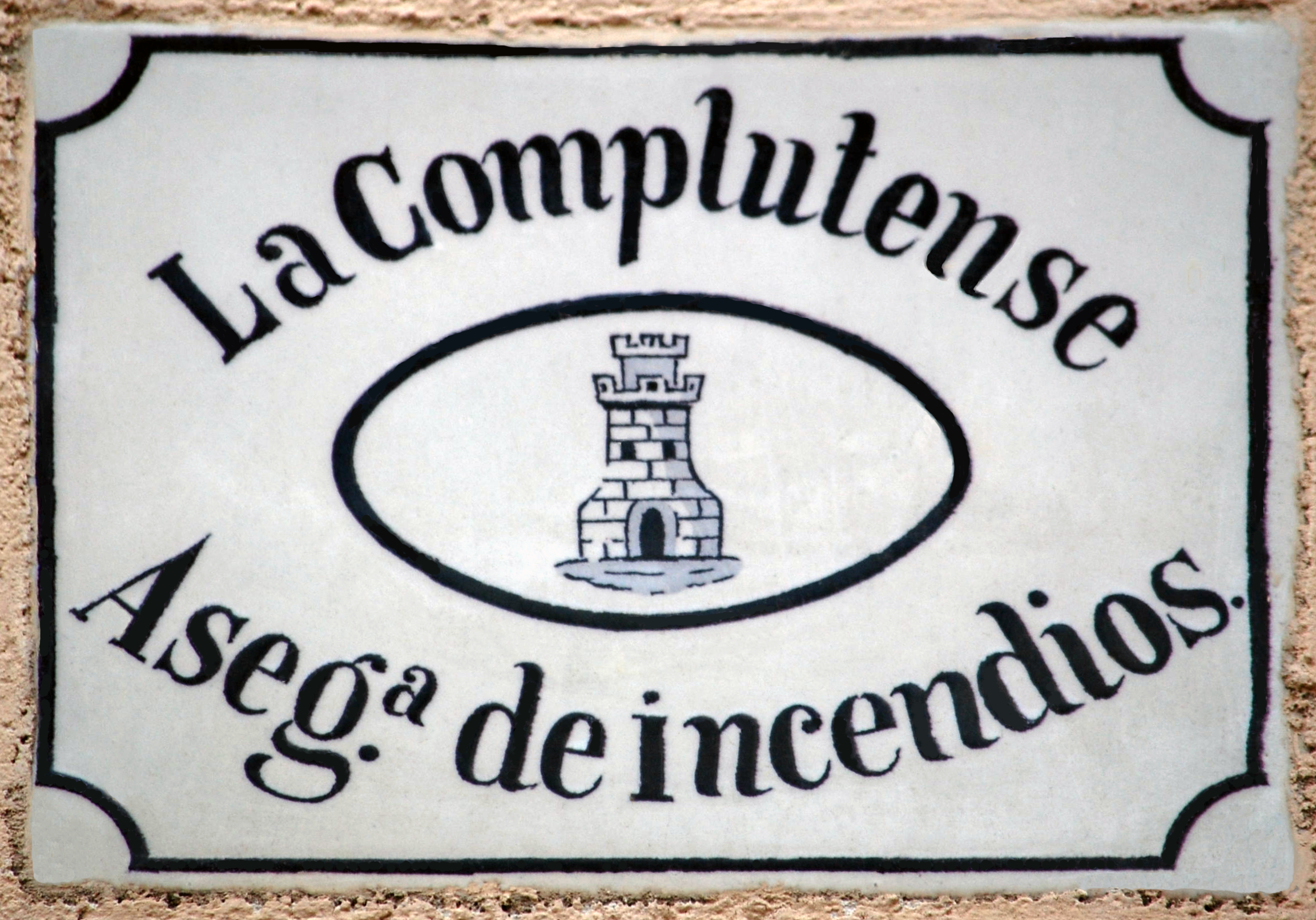
"La Complutense", aseguradora fundada en 1869 en Alcalá de Henares.

Una compañía de seguros o aseguradora es la empresa especializada en el seguro, cuya actividad económica consiste en producir el servicio de seguridad, cubriendo determinados riesgos económicos (riesgos asegurables) a las unidades económicas de producción y consumo.
Su actividad es una operación para acumular riqueza, a través de las aportaciones de muchos sujetos expuestos a eventos económicos desfavorables, para destinar lo así acumulado, a los pocos a quienes se presenta la necesidad. Sigue el principio de mutualidad, buscando la solidaridad entre un grupo sometido a riesgos.
Esta mutualidad se organiza empresarialmente, creando un patrimonio que haga frente a los riesgos. El efecto desfavorable de estos riesgos, considerados en su conjunto, queda aminorado sustancialmente, porque, para el asegurador, los riesgos individuales se compensan: solo unos pocos asegurados los sufren, frente a los muchos que contribuyen al pago de la cobertura. Ello permite una gestión estadística del riesgo, desde el punto de vista económico, aunque se conserve individualmente desde el punto de vista jurídico.

## Actividad financiera
La actividad financiera es uno de los tres pilares de los mercados financieros, junto con el mercado de crédito o bancario y los mercados de valores o de instrumentos financieros. Su importancia estratégica, social y económica   lleva a que estén sometidas a estricta supervisión administrativa con reglas propias de funcionamiento, control e inspección.

## Aseguradora cautiva
Existen aseguradoras o reaseguradoras de propiedad total de otra organización generalmente no aseguradora ni reaseguradora. Su objetivo fundamental es asegurar total o parcialmente los riesgos de su empresa matriz o grupo empresarial.

## Características de las empresas de seguros
Las entidades aseguradoras, para poder afrontar cualquier riesgo derivado de su actividad deben disponer de los recursos financieros suficientes y en consecuencia la legislación les impone determinadas restricciones.
- Dada la conveniencia de que exista permanencia y estabilidad en este sector, las normas legales suelen prohibir que esta actividad pueda ser desarrollada por personas naturales.
- Para garantizar la solvencia de las empresas aseguradoras, la legislación rechaza que estas empresas puedan ejercer algún tipo de actividad distinta de la aseguradora.
- El ejercicio de una actividad de intermediación financiera que tiene que inspirar la máxima confianza entre los asegurados e inversores conlleva que estas entidades estén sometidas a la tutela del Estado que las somete a control, tanto para el inicio de su actividad como del desarrollo.
- Las empresas de seguros ofrecen una amplia gama de productos para satisfacer las necesidades de sus clientes, tales como seguros de vida, seguros de salud, seguros de automóviles y seguros de hogar. Los seguros de vida, en particular, son un área clave dentro de las aseguradoras. En la actualidad, existen herramientas en línea que permiten a los usuarios comparar diferentes opciones disponibles en el mercado.

## Principios técnicos
Las entidades de seguro deben tener en cuenta una serie de principios técnicos que les permitan asumir la cobertura de los riesgos.
- Individualización. Es necesaria la definición y delimitación de cada uno de los riesgos existentes para clasificarlos y poder evaluarlos y agruparlos.
- Acumulación. De acuerdo con las leyes de la probabilidad, cuanto mayor es la agrupación de riesgos, menores son los fallos entre la probabilidad teórica y el número de siniestros. (Véase Teorema de Bernouilli y la Ley de los grandes números)
- Selección de riesgos. Los aseguradores solo deben aceptar los riesgos que por su naturaleza, se presuman que no originarán necesariamente resultados desequilibrados.
- Otro principio básico de las empresas aseguradoras, es la distribución o división de riesgos. La existencia del riesgo técnico-asegurador lleva a la aseguradora a la necesidad de conseguir que los riesgos que asume en virtud de los contratos de seguro sean homogéneos cualitativa y cuantitativamente, de forma que se cumpla el principio mutual o de compensación. Ello se puede lograr distribuyéndolos en el tiempo (constituyendo reservas o provisiones técnicas para desviaciones en la siniestralidad en los años económicamente favorables o positivos), geográficamente (sólo es válido cuando sus consecuencias son poco importantes), al operar en varios ramos y modalidades de seguro (compensando las pérdidas entre ellos), entre el asegurado (a través de franquicias o de infraseguros -parte de la indemnización va a cargo del mismo-), o entre otras empresas coaseguradas o reaseguradoras, o incluso también aplicando una política de selección de riesgos adecuada.

Con la posibilidad de distribuir los riesgos asumidos entre otras empresas de seguros y reaseguros se consigue la homogeneidad cuantitativa de los mismos, más fácilmente controlable y llevada a la práctica que la cualitativa, pues se basa en otro principio fundamental para la empresa aseguradora, el principio de distribución o división de los riesgos, indicado en forma general anteriormente pero que se concreta en que para la empresa es preferible (en condiciones normales y uniformes) suscribir un gran número de contratos con una elevada suma asegurada (pues en este caso las desviaciones son mayores). Sin embargo, por las razones antes expuesta, la sola aplicación de este principio es insuficiente, dado el grado de heterogeneidad de las sumas aseguradas y la diversidad de los riesgos asumidos, y además no puede generalizarse a todas las empresas, pues también dependerá del volumen del negocio, de su patrimonio, del importe o montante de reservas o provisiones técnicas constituidas, y del control (reducción de las desviaciones) de su riesgo técnico-asegurador en definitiva.

## Técnica y contrato de seguro
Desde el punto de vista económico financiero, las empresas aseguradoras son intermediarios financieros, que emiten como activo financiero específico las pólizas o contratos de seguros, obteniendo financiación mediante el cobro del precio o prima del seguro, y constituyen las oportunas reservas o provisiones técnicas (operaciones pasivas) a la espera de que se realice el pago de la indemnización o prestación garantizada (suma asegurada), bien porque ha ocurrido el daño o pérdida indemnizable (siniestro) según el contrato suscrito, o bien porque se estima su posible ocurrencia por métodos y procedimientos actuariales.[cita requerida]
La técnica del seguro se basa en el pago anticipado de los recursos que se invierten a largo plazo, fijándose las reservas especiales, las denominadas provisiones técnicas, que garantizan, cuando ocurran eventos dañosos, el pago de las indemnizaciones por siniestro. Las citadas reservas o provisiones técnicas son invertidas por las empresas de seguros habitualmente en activos reales (inmuebles) o en otros activos financieros (títulos o valores mobiliarios, operaciones activas).[cita requerida]
Por el contrato de seguro, el asegurador o compañía de seguros al recibir una prima en concepto de pago, se obliga frente al asegurado a indemnizarle según lo pactado, si deviene el evento esperado. Todo esto debe quedar claramente establecido entre el asegurado y la compañía de seguros en una póliza o contrato.[cita requerida]

## Las provisiones técnicas y el margen de solvencia

### Las provisiones técnicas
Las provisiones técnicas son aquellas provisiones que se derivan inmediatamente de los contratos de seguro, pues se forman con una parte de las aportaciones de los asegurados y corresponden a la obligación futura que para con ellos tiene el asegurador. Constituyen la partida más importante del pasivo de las entidades aseguradoras.
La razón básica de las provisiones técnicas se fundamenta en la necesidad de periodificar los ingresos y gastos típicos de las empresas de seguros, imputando a cada ejercicio los que realmente le corresponden. Garantizan el cumplimiento de los compromisos asumidos por la empresa y aunque sus funciones son dispares según la clase de provisión de que se trate, en su conjunto, realizan la misma función económica de reforzar el margen de solvencia de la empresa a través de su perfecta constitución y asignación al fin específico que a cada una, en concreto, le corresponde.
Las entidades aseguradoras tienen la obligación de constituir y mantener en todo momento provisiones técnicas suficientes para el conjunto de sus actividades.
Las provisiones técnicas deben reflejar en el balance de las entidades aseguradoras el importe de las obligaciones asumidas que se derivan de los contratos de seguros y reaseguros. Se constituyen por un importe suficiente para garantizar, atendiendo a criterios prudentes y razonables, todas las obligaciones derivadas de los referidos contratos, así como para mantener la necesaria estabilidad de la entidad aseguradora frente a oscilaciones aleatorias o cíclicas de la siniestralidad o frente a posibles riesgos especiales.

### Margen de solvencia
Las entidades aseguradoras deberán disponer en todo momento de un margen de solvencia suficiente respecto al conjunto de sus actividades. Estará constituido por el patrimonio de la entidad aseguradora libre de todo compromiso previsible y con deducción de los elementos inmateriales. Los grupos consolidables de entidades aseguradoras deberán disponer en todo momento, como margen de solvencia, de un patrimonio consolidado no comprometido, suficiente para cubrir la suma de las exigencias legales de solvencia aplicables a cada una de las entidades del grupo.